# Jaskinia Piętrowa w Klimczoku

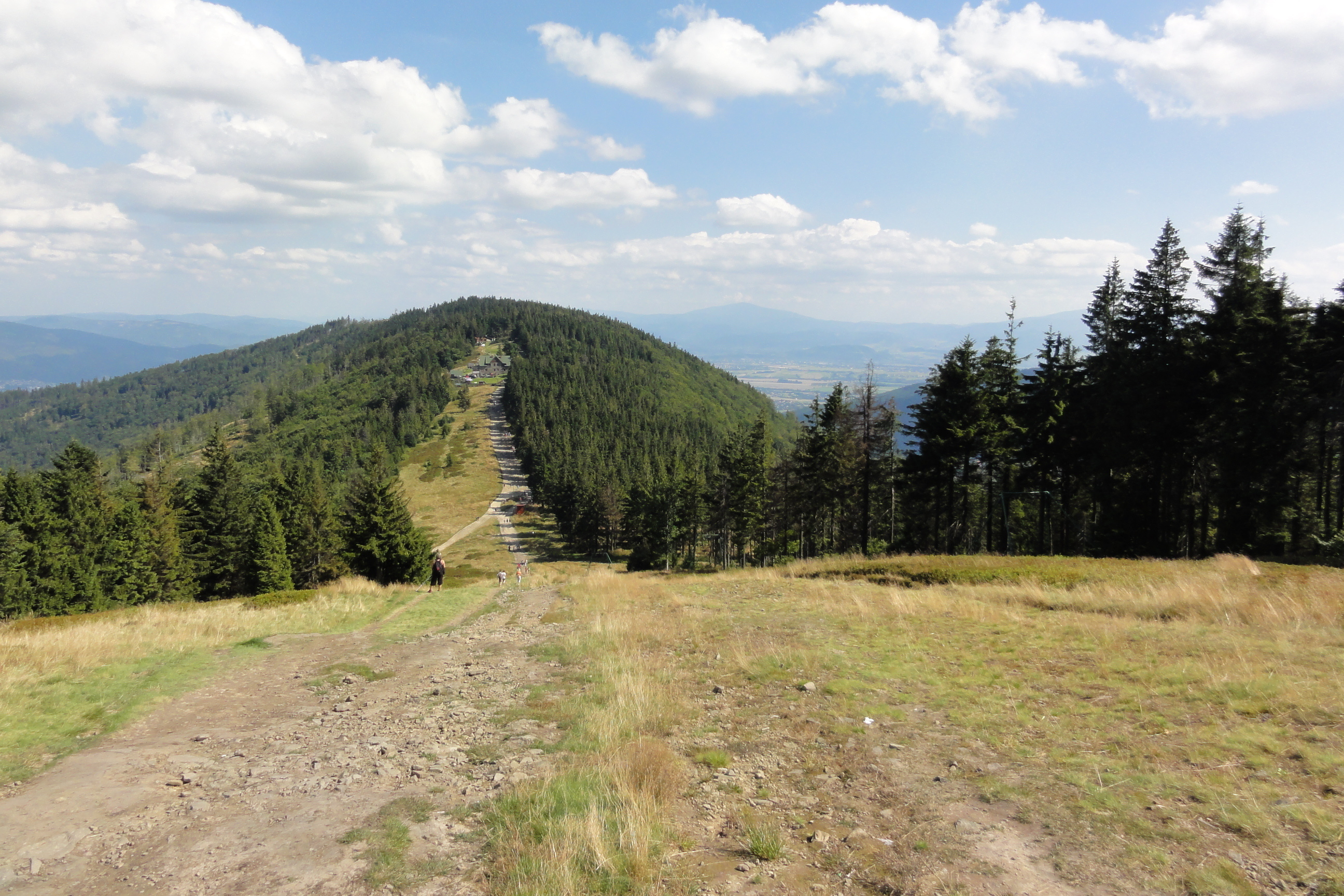
Klimczok. Widok na Magure

Jaskinia Piętrowa w Klimczoku – jaskinia w Beskidzie Śląskim. Wejście do niej znajduje się na południowo-zachodnim zboczu Klimczoka, w pobliżu szczytu, na wysokości 1107 m n.p.m. Długość jaskini wynosi 130 metrów, a jej deniwelacja 10 metrów. 

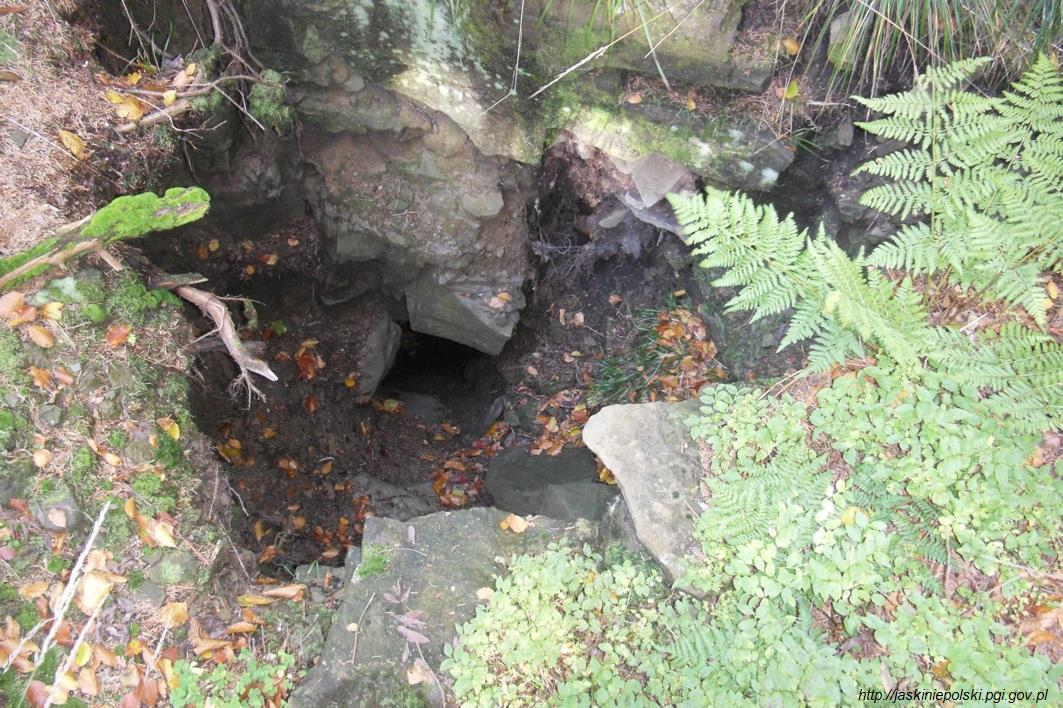
Otwór jaskini

## Opis jaskini
Jaskinia zaczyna się 2,5-metrową studzienką. W jej dnie zaczyna się pochylnia przechodząca w korytarz, który prowadzi do rozgałęzienia:
- w prawo idzie ciąg złożony z dwóch korytarzyków kończących się ślepo po kilku metrach
- w lewo za progiem znajduje się korytarz, który po 11 metrach łączy się z głównym ciągiem
- na północ idzie główny ciąg prowadzący ponad kilkoma studzienkami do niedużej sali. Stąd odchodzą następujące ciągi:

1. na zachód idą dwa krótkie korytarzyki
2. na północ prowadzi obszerny ciąg, do którego dochodzi 11-metrowy korytarz z pierwszego rozgałęzienia. Ciąg kończy się szczelinami nie do przejścia
3. na końcu sali znajduje się 3-metrowa studzienka. Z niej na północ idzie korytarzyk prowadzący do małego jeziorka w najniższym punkcie jaskini. Za nim korytarzyk kończy się po kilku metrach. Natomiast na południowy wschód idzie z sali korytarz dochodzący do niedużego kominka i studzienki, za którą ciągnie się jeszcze przez kilka metrów[1].

## Przyroda
Jaskinia jest typu osuwiskowego. Nie ma w niej nacieków. Ściany są wilgotne, brak jest na nich roślinności.
W jaskini zimują nietoperze: podkowce małe i nocki Natterera.

## Historia odkryć
Jaskinię odkryli Cz. Szura i K. Borgieł w 2007 roku. Jej opis i plan jaskini sporządzili Cz. Szura i J. Pysz w 2007 i 2008 roku.